# Umělá dráha pro slalom na divoké vodě

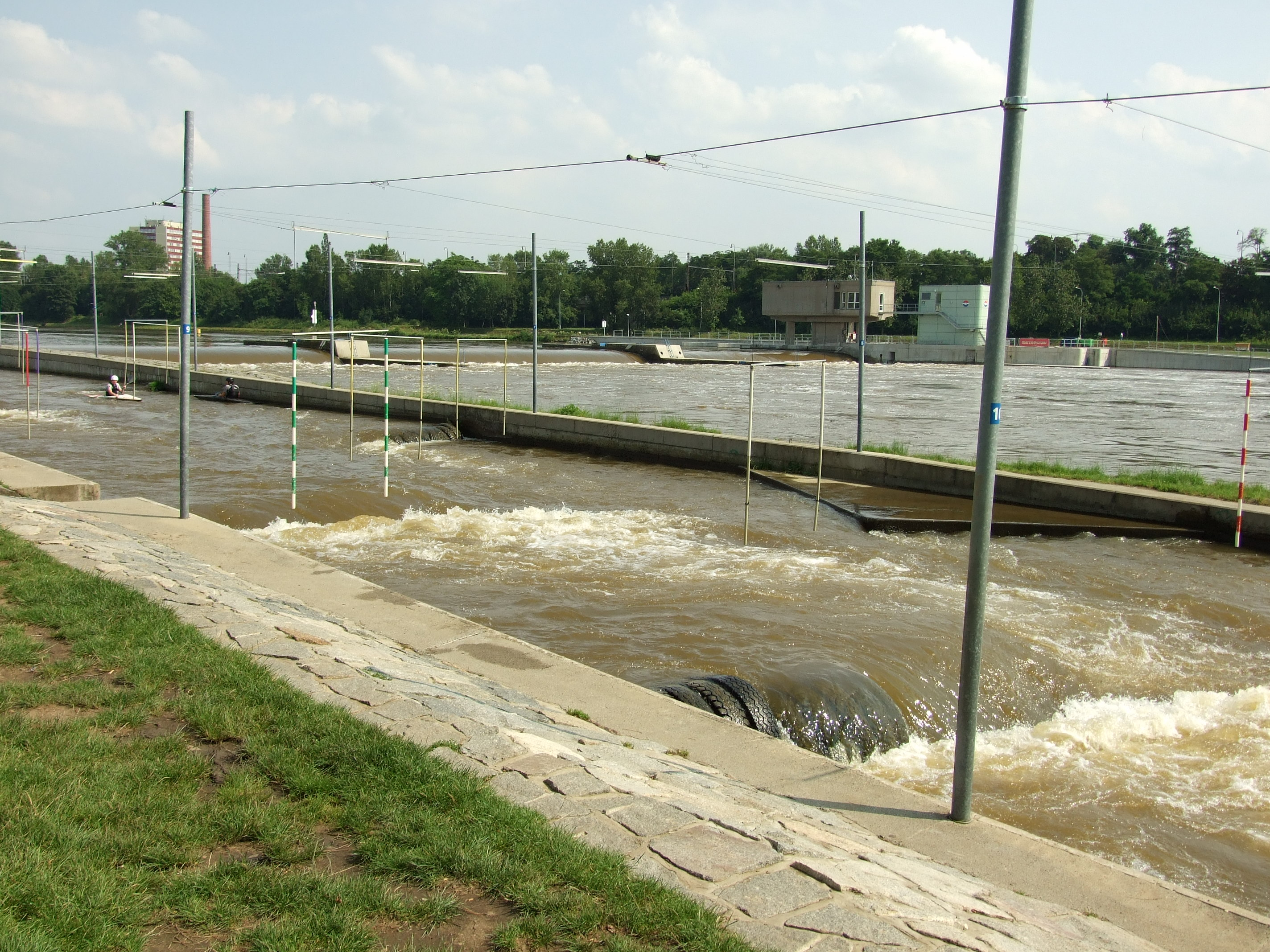
Trojský jez s Trojským kanoistickým kanálem

Umělá dráha pro slalom na divoké vodě nebo umělý vodácký kanál je dráha s tekoucí vodou s uměle vytvořenými peřejemi. V těchto sportovištích se provozuje zejména slalom na divoké vodě na kanoi či kajaku, slalom a sjezd na raftu, sjezd na divoké vodě, vodní rodeo, případně paddleboarding a trénink řady dalších vodáckých disciplín široké veřejnosti.